# 富蘭克林 (明尼蘇達州)
富蘭克林（英語：Franklin）是一個位於美國明尼蘇達州倫維爾縣的城市。

## 歷史
富蘭克林於1882年成立，得名自美国开国元勋本傑明·富蘭克林。富蘭克林的郵局自1869年起營運至今。

## 人口
根據2020年美國人口普查的數據，富蘭克林的面積為2.60平方千米，皆為陸地。當地共有人口493人，而人口密度為每平方千米190人。